# إيلي هولزمان
إيلي هولزمان (بالإنجليزية: Eli Holzman)‏ هو منتج تلفزيوني أمريكي، ولد في 30 مارس 1974 في مانهاتن في الولايات المتحدة.

## وصلات خارجية
- إيلي هولزمان على موقع IMDb (الإنجليزية)
- إيلي هولزمان على موقع قاعدة بيانات الفيلم (الإنجليزية)